# Anni 90
Gli anni 90 sono il decennio che comprende gli anni dal 90 al 99 inclusi.